# Intensieve veehouderij

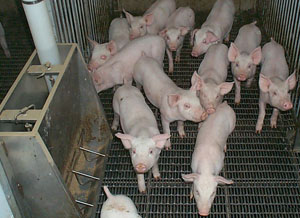
Stal met jonge varkens

Intensieve veehouderij is niet-grondgebonden veehouderij, een vorm van intensieve landbouw. Dit zijn bedrijven die in tegenstelling tot bijvoorbeeld de melkveehouderij niet gebonden zijn aan land voor hun voedselvoorziening. De intensieve veehouderij heeft zich in Nederland voornamelijk ontwikkeld op de zandgrond. Typische intensieve veehouderijen zijn de varkenshouderij, pluimveehouderij en de vleeskalverhouderij. Ook pelsdierfokkerij en aquacultuur zijn doorgaans vormen van intensieve veehouderij.

## Definitie
In algemene zin wordt onder intensieve veehouderij verstaan die vormen van veehouderij die niet direct aan gras- of bouwland zijn gebonden. De Algemene Rekenkamer definieerde anno 2008 de intensieve veehouderij als de bedrijfstak waarin onder meer varkens, kippen en kalveren op een relatief klein oppervlak «niet grondgebonden» worden gehouden.

## Nederland

### Geschiedenis
Vroeger werd de landbouw in Nederland bedreven door gemengde bedrijven. Dit waren kleine bedrijfjes, met wat koeien, een paar varkens voor vlees en paarden als trekdier. De akkerbouw was gericht op het produceren van voer voor eigen dieren. De rest van de productie werd op de lokale markt verhandeld en was bestemd voor eigen consumptie. Het was vrij moeilijk voor deze bedrijfjes om het hoofd boven water te houden. Vooral op de arme zandgronden in Nederland hadden de boeren het zwaar. Voor 1850 waren vrijwel alle agrarische bedrijven op de zandgrond en in Nederland gecombineerde bedrijven. Het houden van vee was op de zandgronden een welkome aanvulling van meststoffen voor de plantaardige productie. Na 1850 stegen de prijzen voor dierlijke producten zoals boter en vlees veel sneller dan de prijzen van plantaardige producten. Door deze prijsstijging van dierlijke producten gingen agrarische bedrijven zich steeds meer toeleggen op dierlijke productie. Dierlijke productie werd in plaats van een aanvulling op de plantaardige productie de hoofdtak van deze agrarische bedrijven, terwijl de plantaardig productie werd gebruikt voor het maken van veevoer. De dierlijke productie kon mede zulke grote vormen aannemen doordat er goedkoop plantaardige producten konden worden geïmporteerd die als diervoeder gebruikt konden worden. Zo was Nederland vlak voor de Eerste Wereldoorlog een van de grootste maïsimporteurs van Europa. Door het verslechteren van de economische omstandigheden in de jaren 1920, de verminderde exportmogelijkheden en stijgende prijzen van de grondstoffen voor het veevoer, die veelal geïmporteerd moesten worden, probeerden bedrijven de productiviteit per arbeidskracht te verhogen om zo nog steeds een voldoende inkomen te genereren.

#### Voedselvoorziening

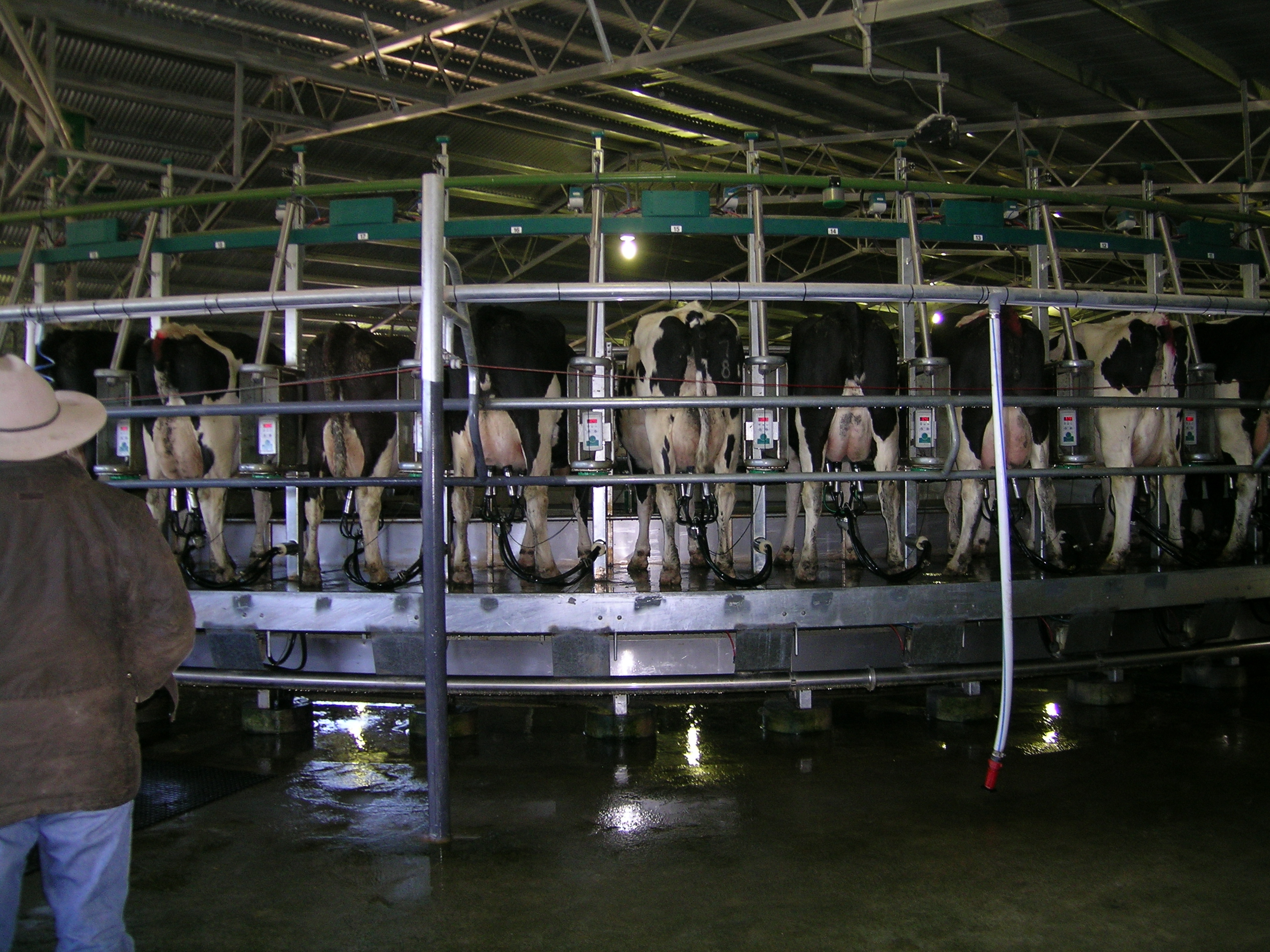
Koemelkcarrousel voor 80 koeien

Na de Tweede Wereldoorlog was het Nederlandse regeringsbeleid gericht op het herstel van de economie en de industriële productie. Om de koopkracht van de mensen te vergroten werd de prijs voor het voedselpakket laag gehouden. Maar de boeren hadden wel een goed inkomen nodig. Daarom moest de landbouwproductie fors omhoog. Verhoging van de productie werd bereikt door deze te mechaniseren. Hierdoor kon met veel minder arbeid hetzelfde werk verzet worden. Verhoging van de opbrengst werd bereikt door gebruik van kunstmest, bestrijdingsmiddelen en krachtvoer. Met de opkomst van de Europese Unie en mede dankzij het gemeenschappelijk landbouwbeleid kwam de intensieve veehouderij in een stroomversnelling. Het gemeenschappelijk landbouwbeleid had als doel een stabiele voedselvoorziening, lage prijzen voor de consument en een goed inkomen voor de boeren. Om een stabiele voedselvoorziening te krijgen streefde de Europese Unie naar een overschot van producten. Om dit voor elkaar te krijgen werd er door de Europese Unie en de nationale overheden veel geld geïnvesteerd in onderzoek om de productie te optimaliseren. Dus met minimale mankracht, grondstoffen en dieren zo'n hoog mogelijke productie halen. Daarnaast konden agrarische bedrijven door stabiele en relatief hoge prijzen makkelijk geld lenen om schaalvergroting toe te passen.

#### Goedkope graanvervangers

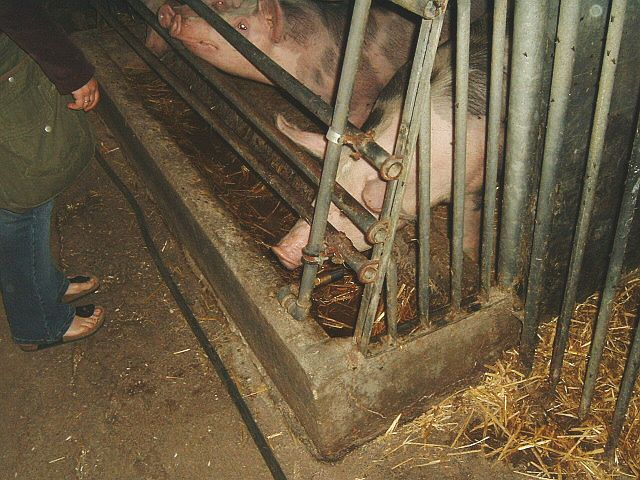
Varkens aan de drinkbak

De intensieve veehouderij kwam pas goed tot ontwikkeling door het Gat van Rotterdam. Deze situatie ontstond na de GATT-onderhandelingen over internationale handel in 1962. De Europese Gemeenschap zegde ter compensatie van de bescherming van de Europese graanmarkt toe dat goedkope graanvervangers zoals soja en tapioca uit Amerika en Azië zonder importheffing geïmporteerd konden worden. Een van de voornaamste invoerhavens hiervoor was Rotterdam met de Graan Elevator Maatschappij. Deze graanvervangers vormden goede en goedkope onderdelen voor krachtvoer, zodat de intensieve veehouderij in Nederland explosief kon groeien. Vanwege de nabijheid van Rotterdam konden ook de vervoerskosten laag blijven.

#### Vis
In Nederland zijn de meeste forelkwekerijen van Europa gevestigd, waarvan het merendeel in de Peel in Noord-Brabant.

## Veefabrieken
Eind jaren 1970, begin jaren 1980 werd de publieke opinie zich meer bewust van de nadelen van de intensieve veeteelt ten opzichte van milieu en dierwelzijn. Na een aantal voor consument en producent traumatische epidemieën van dierziekten is het aantal intensieve veehouderijbedrijven wat afgenomen. Alternatieve veehouderijsystemen zoals scharrelbedrijven in de pluimveehouderij en varkenshouderij zijn in opkomst.
Met de Reconstructiewet Concentratiegebieden van 2002 hield de Nederlandse overheid echter de mogelijkheid open voor het opzetten van megabedrijven van ongekend grote omvang in bepaalde aangewezen gebieden. Om grote aantallen dieren te kunnen huisvesten worden in sommige gevallen stallen met één verdieping gebouwd. In deze zogenaamde varkensflats is ruimte voor tienduizenden dieren. Varkensflats worden vrijwel niet in Nederland opgezet.
Bij aanvang van het nieuwe millennium is Nederland het meest veedichte land van Europa voor varkens, kippen en kalveren. Tussen 2005 en 2010 steeg het aantal zeer grote veebedrijven, die ook wel veefabrieken worden genoemd, in Nederland van 92 naar ten minste 242 vestigingen.

## Duurzaamheid
| Extrapolatie voedingswaarde en milieu-impact van dierlijke producten ten opzichte van de wereldwijde landbouwsector | Extrapolatie voedingswaarde en milieu-impact van dierlijke producten ten opzichte van de wereldwijde landbouwsector | Extrapolatie voedingswaarde en milieu-impact van dierlijke producten ten opzichte van de wereldwijde landbouwsector | Extrapolatie voedingswaarde en milieu-impact van dierlijke producten ten opzichte van de wereldwijde landbouwsector | Extrapolatie voedingswaarde en milieu-impact van dierlijke producten ten opzichte van de wereldwijde landbouwsector |
| --- | --- | --- | --- | --- |
| | | | | |
| Calorieën | Calorieën | | 18% | 18% |
| Proteïnen | Proteïnen | | 37% | 37% |
| Landgebruik | Landgebruik | | 83% | 83% |
| Broeikasgassen | Broeikasgassen | | 58% | 58% |
| Watervervuiling | Watervervuiling | | 57% | 57% |
| Luchtvervuiling | Luchtvervuiling | | 56% | 56% |
| Waterverbruik | Waterverbruik | | 33% | 33% |

Wanneer hun verteringsgassen vrijkomen stoot vee de volgende broeikasgassen uit:
- Methaan.
- Lachgas.
- Koolstofdioxide.

Ook het verbouwen en vervoeren van veevoer veroorzaakt veel uitstoot. De FAO schat het aandeel van veeteelt in de mondiale uitstoot van broeikasgassen op 14.5%.
De niet grondgebonden veehouderij kan het veevoer daar laten oogsten, waar het goedkoop is. Dit heeft onder meer geleid tot ontbossing in Brazilië en het verdwijnen van habitat van zowel vele planten en dieren als van de inheemse bevolking. De productie van soja gaat daar gepaard met grote milieuproblemen.
Dieren in de veehouderij produceren via mest:
- Fosfaat.
- Nitraat.
- Stikstof. In Nederland is de veeteelt verantwoordelijk voor circa 46 procent van de hoeveelheid stikstof in natuurgebieden.[6] Andere studies wijzen uit dat dit minder is.
- Ammoniak.

De ammoniak die vrijkomt bij veeteelt kan in de lucht reageren tot fijnstof. Fosfaat, nitraat en ammoniak, kunnen door regen of wind terechtkomen in het grond- en oppervlaktewater. Dat zorgt voor verzuring en vermesting van de natuur. Dit is schadelijk voor de natuur en zorgt voor een afname van de biodiversiteit op land en in het water.

## Volksgezondheid
Volgens GGD Nederland brengt de intensieve veehouderij risico's met zich mee voor de volksgezondheid. De toename van zeer grote bedrijven met megastallen en andere steeds grootschaliger initiatieven op het gebied van de dierlijke eiwitproductie maken strengere wettelijke regels en toezicht noodzakelijk. In Nederland is het verboden om dieren te leveren met antibiotica of groeihormonen, dit betekent dat het Nederlandse vlees voldoet aan de wetgeving. Hierdoor kunnen Nederlanders niet resistent worden voor eventuele antibiotica die zijzelf moeten innemen.

## Omschakeling
Door verandering van de publieke opinie ten opzichte van dierwelzijn ontstond er een markt voor dieren gehouden in andere huisvestingssystemen dan tot op dat moment gangbaar was. De huisvestingssystemen die als gevolg van deze vraag zijn ontstaan zijn vaak beter voor het dierwelzijn, zoals scharrelbedrijven, of hebben een biologische insteek. Desondanks moeten deze bedrijven tot de intensieve veehouderij gerekend worden, aangezien ze veel dieren op een klein areaal houden en geen eigen voervoorziening hebben.
Voorbeelden van alternatieve huisvestingssystemen zijn:
- scharrelhuisvesting voor varkens en leghennen
- biologisch, met een hele ander visie op de landbouw,
- vrije uitloop bij leghennen